# Mercy Hunter
Pour les articles homonymes, voir Hunter.
Mercy Hunter (22 janvier 1910 - 20 juillet 1989) est une artiste, calligraphe et enseignante britannique nord-irlandaise.

## Biographie
Mercy Hunter naît à Belfast le 22 janvier 1910. Elle est l'une des cinq enfants de William Hunter, ministre presbytérien, et de son épouse russe Alice Beyer. Hunter est baptisée Martha Saie Kathleen, mais a toujours été connue sous le nom de Mercy. Ses parents sont missionnaires en Chine, Hunter voyage en Mandchourie à l'âge de quatre ans. Elle y passe son enfance, partant pour fréquenter une école secondaire à Toronto, au Canada puis à la Belfast Royal Academy. Elle fréquente ensuite le Belfast College of Art de 1927 à 1929, puis remporte une bourse au Royal College of Art de Londres de 1930 à 1933. Pendant son séjour à Londres, elle rencontre de nombreux artistes nord-irlandais, dont William Scott, FE McWilliam, Crawford Mitchell et son futur mari le sculpteur George MacCann. Elle revient à Belfast en 1937 et le couple se marie en 1938,.
Elle meurt le 20 juillet 1989 à l'hôpital de Dungannon.

## Carrière artistique
Hunter passe la majeure partie de sa carrière en tant que professeure d'art dans un certain nombre de lycées en Irlande du Nord tels que Dungannon High School for Girls, County Tyrone, Banbridge Academy, County Down et Armagh High School. Elle devient directrice artistique au Victoria College de Belfast en 1947, où elle enseigne jusqu'à sa retraite en 1970. Hunter reçoit également un MBE en 1970. Elle est surtout connue pour sa calligraphie, ses adresses enluminées et un petit nombre de livres illustrés, dont le livre de 1942 de son mari, Sparrows Round my Brow,. Elle dessine également des costumes pour les théâtres locaux et pour la compagnie de ballet de Patricia Mulholland. Elle est membre de la Royal Ulster Academy, en tant que présidente de 1975 à 1977, recevant une maîtrise honorifique de l'université Queen's de Belfast en 1975. Hunter est parmi les membres fondateurs de l'Ulster Society of Women Artists, et grâce à ses nombreuses conférences et émissions, Hunter est une artiste féminine locale bien connue du public nord-irlandais à l'époque,.

## Héritage
Un certain nombre d'œuvres de Hunter sont conservées par le musée d'Ulster et le Grand Opera House de Belfast. Le Cercle d'histoire d'Ulster dévoile une plaque à Hunter le 3 novembre 2010, à son ancienne adresse du 23 avenue Botanic à Belfast.